# Гессе, Фанни
Фанни Гессе (англ. Angelina Fanny Eilshemius Hesse; род. 22 июня 1850, Нью-Йорк, США — 1 декабря 1934, Дрезден, Германия) — американская и немецкая учёная-микробиолог. Стала известной благодаря работам по микробиологии, которые писала в соавторстве с врачом Вальтером Гессе. Они способствовали развитию агар-агара в качестве среды для культивирования микроорганизмов.

## Биография
Ангелина Фанни Гессе (девичья фамилия — Елишемиус) родилась 22 июня 1850 года в Нью-Йорке (США) в семье богатого купца Генриха Готфрида Елишемиуса и его жены Сесиль Элизы . В 1872 году находясь в Германии она познакомилась со своим будущим мужем врачом Вальтером Гессе, вместе с которым проводила исследования по микробиологии. В 1874 году в Женеве (Швейцария) пара поженилась.

### Научный вклад
Фанни Гессе работала на благотворительной основе, помогая своему мужу готовить средства для роста бактерий, чистила оборудование и занималась подготовкой иллюстраций для публикаций.
В 1881 году её муж работал в лаборатории немецкого врача и микробиолога Роберта Коха. Гессе предположила, что агар-агар является лучше желатина для культивирования бактерий. Она знала, что агар сохранял свои свойства геля при высоких температурах, используя его в домашних условиях для приготовления пудингов и желе. Голландский моряк, который жил на Яве, поставлял ей для приготовления мармелада агар-агар, когда она жила в Америке.
Фанни предложила Коху использовать агар для культивирования бактерий, вызывающих туберкулёз. В документе 1882 года описывались бациллы туберкулёза и упоминалось, что агар использовался вместо желатина, однако ученый даже не намекнул, что это идея Гессе. В общем, предложения Фанни Гессе никогда не приносили финансовой выгоды для семьи.